# Nieves García Vicente
Nieves García Vicente (Madrid, 23 de juliol de 1955, és una jugadora d'escacs espanyola, que té el títol de Mestre Internacional Femení.
A la llista d'Elo de la FIDE del desembre de 2021, hi tenia un Elo de 2167 punts, cosa que en feia la jugadora número 713 (en actiu) de l'estat espanyol. El seu màxim Elo va ser de 2275 punts, a la llista de juliol de 1996 (posició 7138 al rànquing mundial absolut).

## Resultats destacats en competició
Ha estat onze vegades campiona femenina d'Espanya, els anys 1975, 1977, 1978, 1981, 1982, 1984, 1992, 1993, 1996, 1998 i 2003, i subcampiona en sis ocasions, els anys 1976, 1986, 1988, 1990, 2000 i 2007.
Va participar representant a Espanya en les Olimpíades d'escacs en quinze ocasions, en els anys 1974, 1976, 1978, 1980, 1982, 1984, 1986, 1988, 1990, 1992, 1994, 1996, 1998, 2000 i 2004, aconseguint l'any 1976, a Haifa, la medalla de bronze per equips i la medalla de d'argent individual en el segon tauler i al Campionat d'Europa d'escacs per equips en quatre ocasions, en els anys 1992, 1999, 2001 i 2003, aconseguint l'any 2003, a Plòvdiv, la medalla de bronze individual en el tauler reserva. Es va classificar dues vegades per als torneigs interzonals, classificatoris per al Campionat del món d'escacs femení, l'any 1979 a Alacant, va acabar 9/18, i el 1982 a Tbilisi va acabar en 4/15.
Ha escrit el llibre Enseñanzas básicas de ajedrez, editorial La casa del ajedrez, ISBN 9788492361243, any 2000.